# Internetpersonlighet
Internetpersonlighet eller internetkändis syftar på människor som gjort sig kända via internet och skapat ett intresse och följarskara och som ofta livnär sig på sin internetnärvaro, via appar som Youtube, Instagram, Tiktok, Twitter, VK eller streamingtjänster som Twitch. Internetpersonlighet är ofta nära besläktat med influerare, men medan influerare ofta använder sitt kändisskap för ekonomisk nytta kan en internetpersonlighet till exempel vara någon med stor publik som tillverkar egna dokumentärer, musik eller framför politiska åsikter på sociala medier, bloggar och andra internetplatformar.